# Enrico Paolini
Enrico Paolini (Pesaro, 26 marzo 1945 – San Costanzo, 6 maggio 2025) è stato un ciclista su strada e dirigente sportivo italiano.
Professionista dal 1969 al 1979, vinse sette tappe al Giro d'Italia, tre campionati italiani e una Milano-Torino.

## Carriera
Corridore con doti di velocista, riuscì a passare professionista nel 1969 grazie all'aiuto decisivo di Wainer Franzoni, suo capitano nei dilettanti, appena passato pro con la neonata formazione Scic, che lo raccomandò alla stessa squadra.
Appena all'esordio vinse il Gran Premio Città di Camaiore e si confermò nei tre anni successivi vincendo altrettante tappe al Giro d'Italia; nel 1973 nella Tre Valli Varesine si fregiò del titolo di campione italiano. La carriera tra i pro, tutta svoltasi in maglia Scic e conclusasi nel 1979, vide Paolini imporsi in totale in sette tappe al Giro, cinque al Tour de Suisse, e in tre campionati italiani, e ottenere anche molte vittorie e piazzamenti nelle classiche italiane.
Dopo il ritiro fu assistente direttore sportivo per numerose formazioni professionistiche italiane, tra cui la Carrera di Davide Boifava, la Del Tongo e la GB-MG Boys di Paolo Abetoni, la Scrigno di Bruno Reverberi, la Cantina Tollo/Acqua & Sapone/Domina di Vincenzino Santoni e l'Acqua & Sapone di Palmiro Masciarelli.

## Palmarès
- 1965 (dilettanti)

Circuito di Cesa
- 1967 (dilettanti)

Gran Premio Pretola
- 1969 (Scic, due vittorie)

Gran Premio Città di Camaiore
4ª tappa Tour de Suisse (Soletta > Gstaad)
- 1970 (Scic, una vittoria)

2ª tappa Giro d'Italia (Zingonia > Malcesine)
- 1971 (Scic, una vittoria)

6ª tappa Giro d'Italia (Bari > Potenza)
- 1972 (Scic, tre vittorie)

Giro del Veneto
Giro dell'Umbria
20ª tappa Giro d'Italia (Arco > Milano)
- 1973 (Scic, due vittorie)

Tre Valli Varesine (valida come Campionati italiani)
Gran Premio Industria di Belmonte Piceno
- 1974 (Scic, nove vittorie)

1ª tappa Giro di Sardegna (Arezzo > Viterbo)
Gran Premio Cemab di Mirandola
13ª tappa Giro d'Italia (Forte dei Marmi > Pietra Ligure)
19ª tappa Giro d'Italia (Borgo Valsugana > Pordenone)
1ª tappa Tour de Suisse (Zurzach > Diessenhofen)
4ª tappa Tour de Suisse (Lenzerheide > Bellinzona)
7ª tappa Tour de Suisse (Losanna > Grenchen)
8ª tappa Tour de Suisse (Grenchen > Fislisbach)
Milano-Vignola (valida come Campionati italiani)
- 1975 (Scic, tre vittorie)

Coppa Bernocchi
Giro dell'Emilia
9ª tappa Giro d'Italia (Sorrento > Frosinone)
- 1976 (Scic, due vittorie)

Milano-Torino
Giro della Provincia di Reggio Calabria
- 1977 (Scic, quattro vittorie)

Giro di Campania (valida come Campionati italiani)
1ª tappa Grand Prix du Midi Libre (Carcassonne > Béziers
3ª tappa Grand Prix du Midi Libre (Millau > Montpellier)
2ª tappa, 2ª semitappa Tour de l'Aude (Cuxac-Cabardès > Narbonne)
- 1978 (Scic, una vittoria)

9ª tappa Giro d'Italia (Amalfi > Latina)

## Piazzamenti

### Grandi Giri
- Giro d'Italia

1969: 43º
1970: 24º
1971: 11º
1972: 39º
1973: 22º
1974: 46º
1975: 43º
1976: 64º
1977: 74º
1978: 68º
1979: 95º
- Tour de France

1970: ritirato (11ª/2ª tappa)
1971: ritirato (non partito 19ª tappa)
1976: 50º

### Classiche monumento
- Milano-Sanremo

1970: 77º
1971: 33º
1972: ritirato
1973: 20º
1974: 5º
1975: 45º
1977: 37º
1978: 12º
1979: 95º
- Giro delle Fiandre

1972: 27º
- Parigi-Roubaix

1972: 18º
1974: 13º
- Giro di Lombardia

1969: 37º
1973: 16º
1975: 2º

### Competizioni mondiali
- Campionati del mondo

Zolder 1969 - In linea: 8º
Barcellona 1973 - In linea: 12º
Montréal 1974 - In linea: ritirato
Ostuni 1976 - In linea: ritirato
San Cristóbal 1977 - In linea: ritirato